# Marouette bicolore
Porzana bicolor
Espèce
La Marouette bicolore (Zapornia bicolor, anciennement Porzana bicolor, Amaurornis bicolor), aussi marouette d'Elwes, râle bicolore ou râle d'Elwes, est une espèce d'oiseaux de la famille des Rallidae.

## Répartition
Son aire s'étend principalement à travers l'est de l'Himalaya, le Yunnan et le nord de l'Indochine.